# Alpinia odontonema
Alpinia odontonema är en enhjärtbladig växtart som beskrevs av Karl Moritz Schumann. Alpinia odontonema ingår i släktet Alpinia och familjen Zingiberaceae. Inga underarter finns listade i Catalogue of Life.